# Inveraray Castle

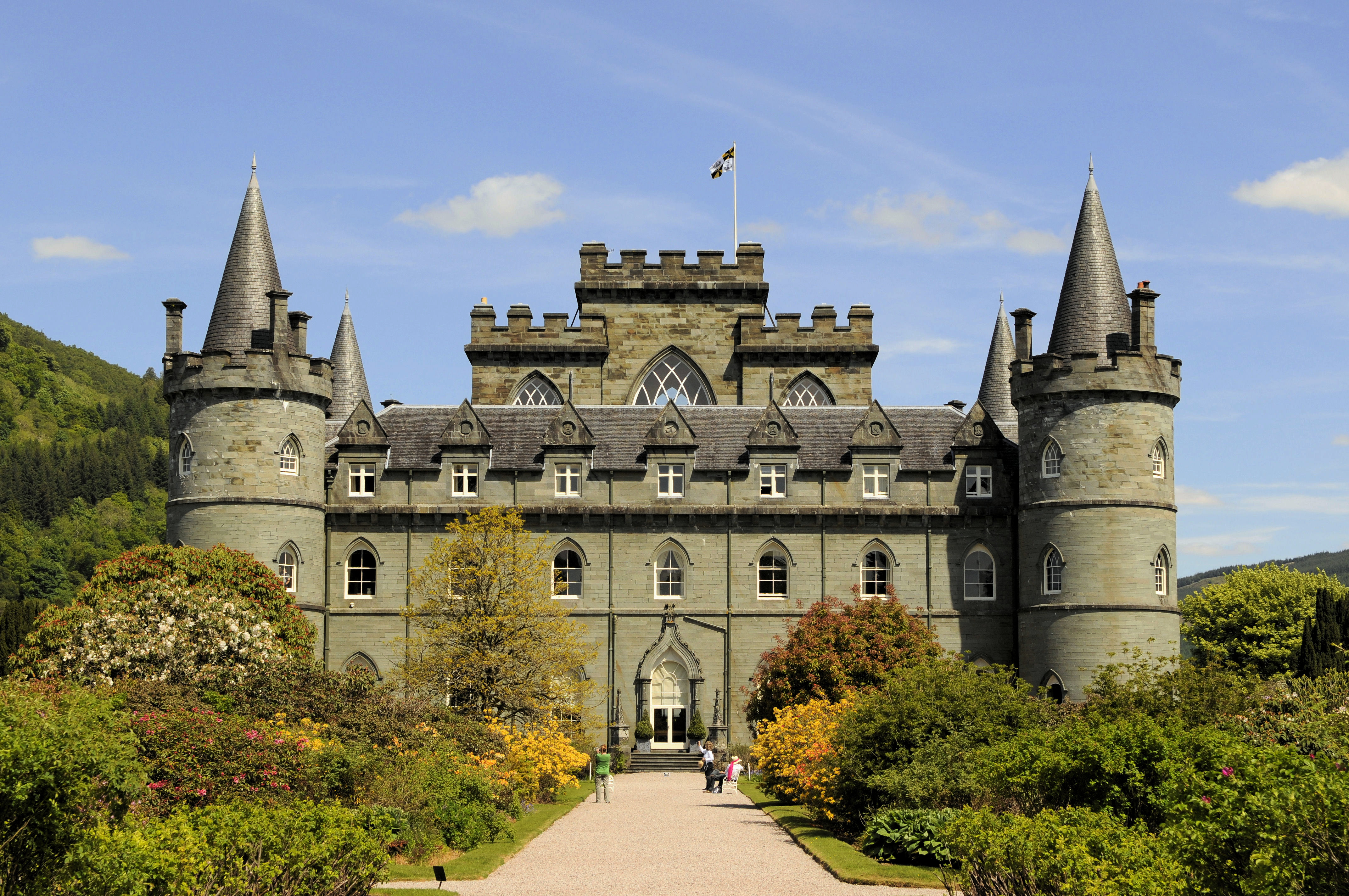
Inveraray Castle von Südwesten

Inveraray Castle ist ein Schloss oberhalb der Ortschaft Inveraray am Loch Fyne in Schottland etwa 65 km nordwestlich von Glasgow. Es ist Stammsitz der Dukes of Argyll, einem Zweig des Campbell-Clans, und kann besichtigt werden.

## Beschreibung

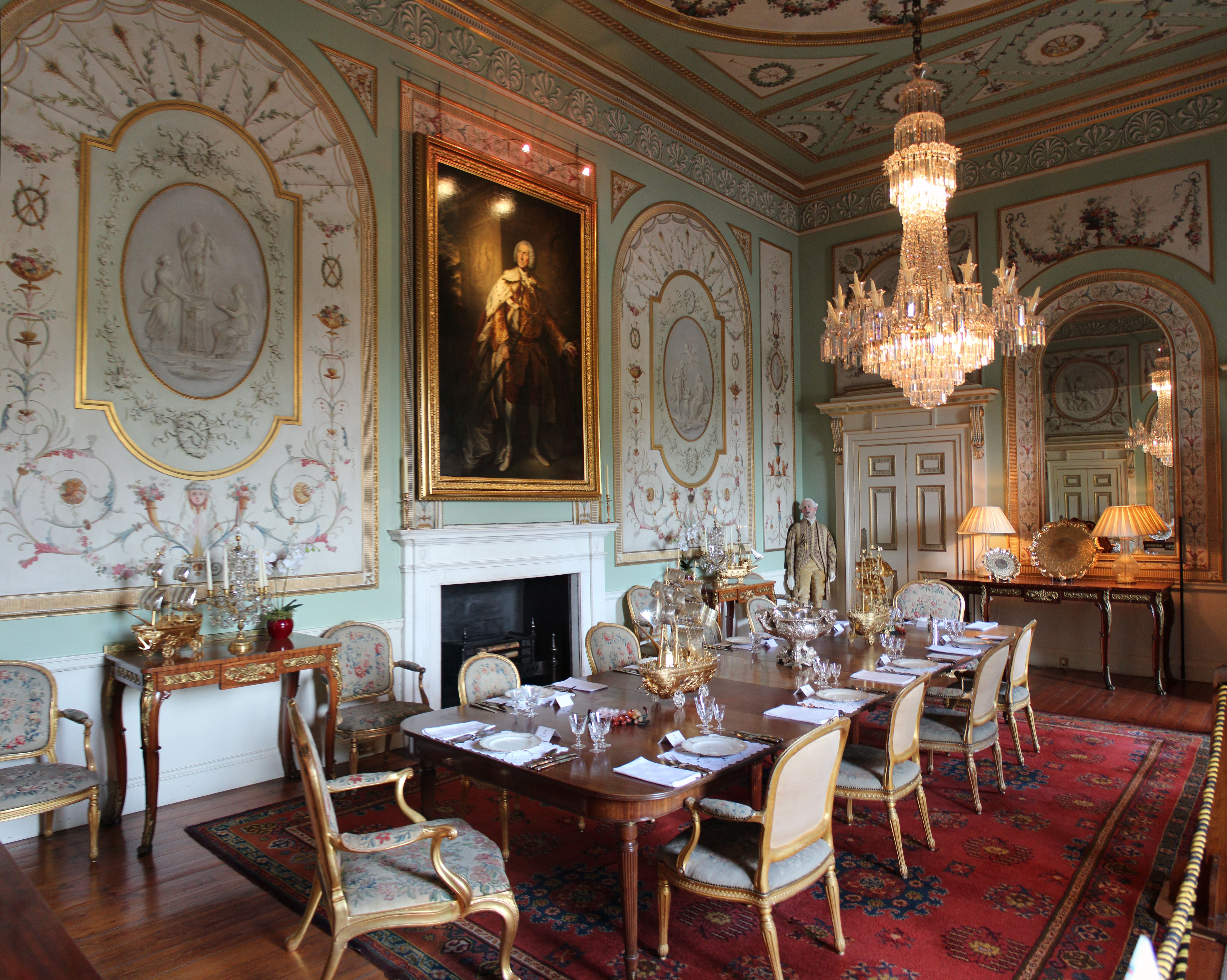
Das Speisezimmer

Zentrales Gebäude des viergeschossigen Schlosses ist ein Turm mit einem großen Saal. Diesem schließen sich rundherum vier Flügel an und bilden ein Quadrat, an dessen Ecken vier gotische Rundtürme stehen. Zinnen und Maschikulis (Pechnasenreihen) sowohl am Mittelturm als auch an den Ecktürmen dienen nur der Verzierung. Der Bau erhebt sich über vier Geschosse.
Das Innere des zentralen Turms wird von einem einzigen großen Saal eingenommen, dessen Deckenhöhe 21 Meter beträgt und somit der höchste Raum Schottlands ist. Er beheimatet eine Waffensammlung mit Waffen des 16. bis 18. Jahrhunderts, darunter Brown-Bess-Musketen, Lochaber Äxte, schottische Claymores des 18. Jahrhunderts und der Dolch Rob Roys.
Inveraray Castle ist von einem großen, symmetrisch angelegten Park umgeben, der sich nahtlos in die raue schottische Landschaft einfügt. Die Übergänge sind fließend.

## Geschichte

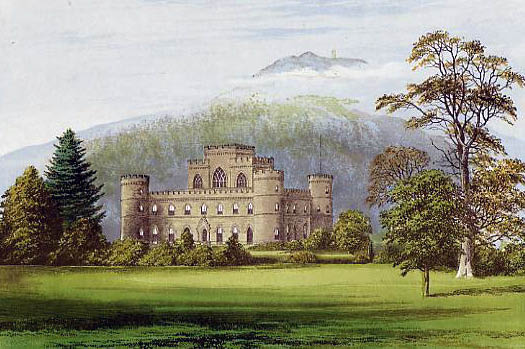
Inveraray Castle vor dem Brand

1457 ließ Colin Campbell, 1. Earl of Argyll eine erste Befestigungsanlage in Inveraray errichten. Das Gebäude wurde jedoch nicht lange genutzt und verfiel zusehends. Colins Nachfahr John Campbell, 2. Duke of Argyll trug sich mit dem Gedanken, einen neuen Bau zu errichten, und ließ dafür von John Vanbrugh eine erste Skizze anfertigen, doch erst Archibald Campbell, 3. Duke of Argyll, entschied endgültig, ein neues Schloss zu bauen. Um für diese Pläne ausreichend Platz zu schaffen, musste der alte Ort Inveraray weichen und wurde eine Meile entfernt wieder aufgebaut. Die Arbeiten nach den Plänen der Architekten Roger Morris und William Adam, die sich an dem ersten Entwurf Vanbrughs orientierten, begannen 1745 und dauerten bis 1790.
Nach einem Brand im Jahr 1877 wurden dem Schloss bei den Reparaturarbeiten neue architektonische Elemente hinzugefügt. So erhielten die Ecktürme zum Beispiel Kegelhelme und das Dachgeschoss Fenster mit Tympana.
Inveraray Castle ist als Denkmal der höchsten Kategorie A klassifiziert. Zahlreiche seiner Außengebäuden sind separat denkmalgeschützt. Ebenfalls als Kategorie-A-Bauwerke sind gehören die Aray Bridge, der Sitz des Gutsverwalters Cherrypark, die Dubh Loch Bridge über den Shira, die Garden Bridge über den Aray, die Garron Bridge über den Shira, die Garron Lodge, der Carloonan Doocot, der Gutshof Maam Steading sowie ein Wachturm und eine Ziermauer.
1987 wurden die Außenanlagen in das Inventory of Gardens and Designed Landscapes in Scotland aufgenommen.

## Filmografie
- 1990: Bullseye – Der wahnwitzige Diamanten Coup (Bullseye!), Komödie mit Roger Moore und Michael Caine
- 2012: Downton Abbey, Kostümdramaserie, Staffel 3 Journey to the Highlands
- 2012: James Bond 007: Skyfall